# Tappeh Zard
Tappeh Zard (persiska: تپّه زرد) är en ort i Iran.   Den ligger i provinsen Kermanshah, i den västra delen av landet, 500 km väster om huvudstaden Teheran. Tappeh Zard ligger 1 326 meter över havet och antalet invånare är 117.
Terrängen runt Tappeh Zard är platt åt sydväst, men åt nordost är den kuperad.Runt Tappeh Zard är det ganska tätbefolkat, med 185 invånare per kvadratkilometer. Närmaste större samhälle är Ravānsar, 13,6 km norr om Tappeh Zard. Trakten runt Tappeh Zard består till största delen av jordbruksmark.